# Иван, Анджей
Анджей Иван (пол. Andrzej Iwan; 10 ноября 1959, Краков — 27 декабря 2022, Краков) — польский футболист, играл на позиции нападающего.

## Футбольная карьера

### Клубная карьера
Воспитанник клуба «Ванда» (Краков), из которого он перешёл в краковскую «Вислу». В 1976 году он выиграл молодёжный чемпионат Польши с «Вислой», а в 1978 году уже в составе первой команды «белой звезды» выиграл титул чемпиона Польши, опередив «Шлёнск». В высшей лиге в форме «Вислы» он сыграл 198 матчей и забил 69 голов. Он играл с «Вислой» в финале Кубка Польши в 1979 и 1984 годах.
В 1985 году перешёл в «Гурник» (Забже), а в начале 1988 года присоединился к немецкому «Бохуму». Затем он ненадолго вернулся в «Гурник Забже» в 1989 году, после чего отправился в Грецию в клуб «Арис Салоники». После двух сезонов в команде он отправился в Швейцарию, где играл за любительские клубы. Вернувшись в Польшу, он также играл в командах из низших лиг.
Иван выиграл четыре титула чемпиона (с «Вислой» и «Гурником»). Сыграл 269 матчей в высшей лиге (дебют в возрасте 17 лет) и забил 90 мячей. Он также сыграл 17 матчей в еврокубках и забил четыре гола.

### Карьера в сборной
Будучи игроком юношеской сборной Польши, он завоевал бронзовую медаль юниорского турнира УЕФА 1978 года. В основной сборной Польши он впервые оказался в том же году — его вызвали на чемпионат мира в Аргентине, где он дебютировал в матче против Туниса. Однако после мундиаля его почти два года не вызывали в сборную. Тем не менее на чемпионат мира по футболу 1982 года он поехал уже в качестве основного игрока. Он получил повреждение во втором матче с Камеруном и не смог играть дальше, а поляки в итоге заняли третье место на турнире. Четыре года спустя он не попал на чемпионат мира по футболу 1986 года из-за травмы, полученной в чемпионате. Всего он сыграл 29 матчей в сборной Польши и забил 11 голов.

## Тренерская карьера
Закончив свою футбольную карьеру, он начал работать тренером. В течение нескольких лет работал с молодёжным составом краковской «Вислы». В 1999—2001 годах помогал главным тренерам «белой звезды», сначала Адаму Навалке, а затем Оресту Ленчику. В июне 2002 года он занял позицию помощника тренера «Заглембе Любин», где снова работал вместе с Адамом Навалкой, но спустя менее пяти месяцев весь тренерский штаб был уволен. Следующим местом работы Ивана стал «Окоцимский», который он возглавил единолично в январе 2003 года. В команде он работал до апреля 2005 года, когда его уволили после серии поражений. Работая клубом, Иван в 2004 году выиграл четвёртую лигу (восточная группа), но в плей-офф за повышение в классе клуб уступил «Кмита Забежув».
В 2004 году был назначен тренером сборной Малой Польши на финальный турнир Кубка регионов УЕФА, который состоялся летом 2005 года в Польше.
В мае 2005 года Иван возглавил любительский «Пломинь Ежмановице». В клубе из деревни недалеко от Кракова он работал не слишком долго. Это связано с проблемами со здоровьем бывшего футболиста. Иван вернулся на тренерскую скамью «Пломиня» 4 ноября 2005 года, а попрощался с командой в январе. В марте 2006 года он занял пост главного тренера команды юниоров «Вятр Людмиеж», покинул клуб после одного сезона. В следующем сезоне он стал тренером команды «Орлита Рудава».

## Личная жизнь
Сын Анджея Ивана, Бартош, также стал футболистом.
Анджей Иван также являлся спортивным комментатором и телевизионным экспертом Polsat Sport. Он также работал в редакции Orange Sport. Комментировал матчи чемпионата Польши.
В 2012 году издательство «Бухман» опубликовало автобиографию Анджея Ивана под названием «Утомлённые», которую он написал в сотрудничестве с журналистом Кшиштофом Становским. В ней он рассказывает о пристрастиях к алкоголю, азартным играм и попыткам самоубийства.